# Bronisław Bernacki

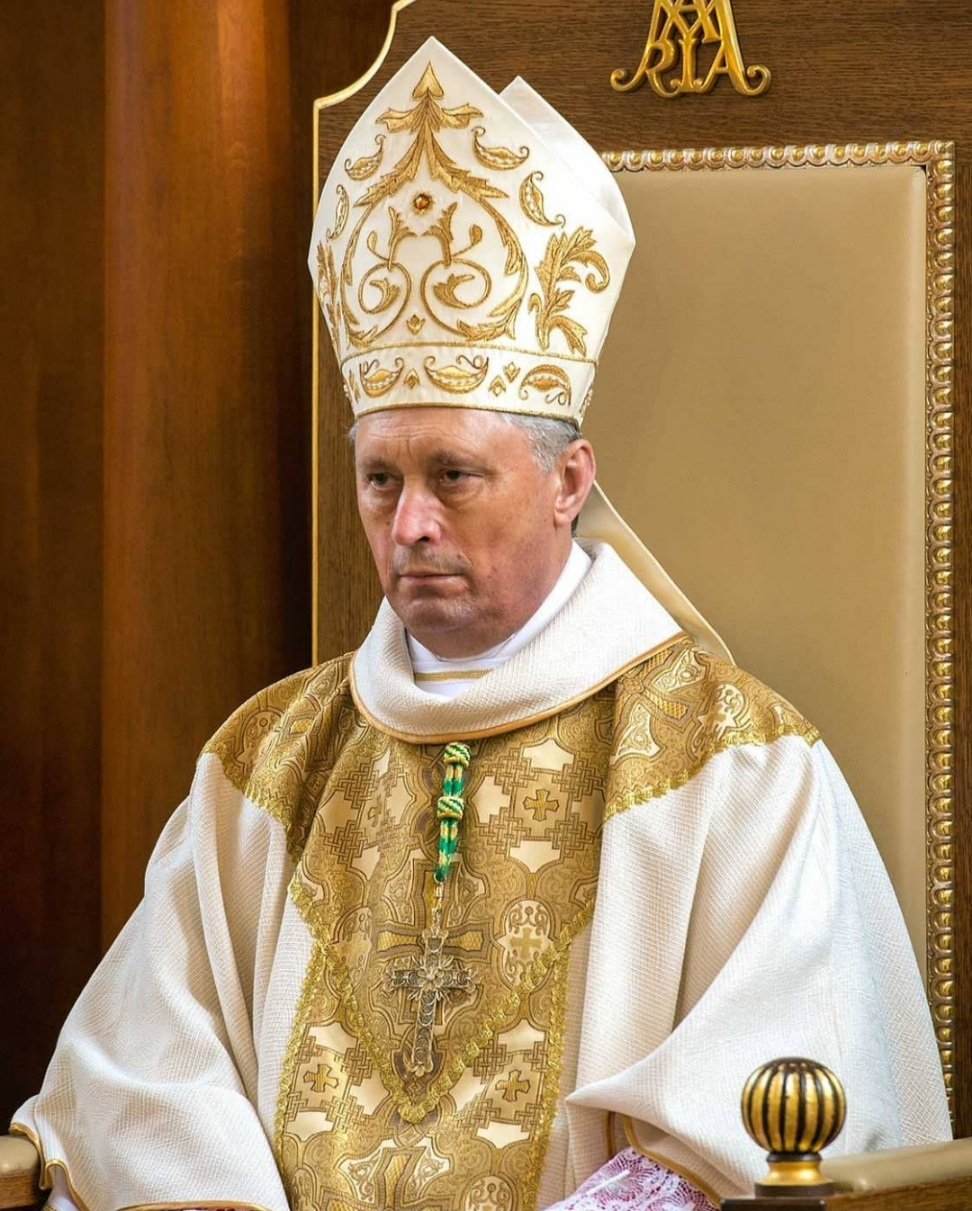
Bronisław Bernacki (2021)

Wappen von Bronisław Bernacki

Bronisław Bernacki (ukrainisch Броніслав Бернацький; * 30. September 1944 in Murafa; † 12. November 2024 in Winnyzja) war ein ukrainischer römisch-katholischer Geistlicher und Bischof von Odessa-Simferopol.

## Leben
Der Apostolische Administrator von Riga, Julijans Vaivods, spendete ihm am 28. Mai 1972 die Priesterweihe.
Papst Johannes Paul II. ernannte ihn am 4. Mai 2002 zum ersten Bischof des mit gleichem Datum errichteten Bistums Odessa-Simferopol. Der Erzbischof von Lemberg, Marian Kardinal Jaworski, spendete ihm am 4. Juli desselben Jahres die Bischofsweihe; Mitkonsekratoren waren Erzbischof Nikola Eterović, Apostolischer Nuntius in der Ukraine, und Jan Olszański MIC, emeritierter Bischof von Kamjanez-Podilskyj. Als Wahlspruch wählte er Per Mariam ad Jesum.
Nach den gewalttätigen Ausschreitungen Anfang Mai 2014 in Odessa im Zusammenhang mit der Krise in der Ukraine 2014 rief Bernacki alle politischen Kräfte im In- und Ausland zu Friedensbemühungen auf. Offenbar wies er auch Russland eine Mitschuld an den Ereignissen zu.
Papst Franziskus nahm am 18. Februar 2020 seinen altersbedingten Rücktritt an. Bernacki starb im Alter von 80 Jahren in Winnyzja.